# Dedicato a Milva da Ennio Morricone
Dedicato a Milva da Ennio Morricone è un album discografico della cantante italiana Milva, pubblicato nel 1972 dalla Dischi Ricordi.

## Descrizione
Nel 1972 Milva, dopo la pubblicazione dell'album di grande successo La filanda e altre storie, pubblica un ulteriore LP nato dalla stima espressa da Ennio Morricone nei confronti della cantante. Nella dedica sul retro di copertina il compositore attesta:
Completamente prodotto ed arrangiato dal compositore, il disco offre delle versioni cantate di celebri colonne sonore musicate da Morricone, che vedono firme prestigiose come Alberto Bevilacqua, Carlo Nistri, Giuseppe Patroni Griffi, Carlo Carunchio, Luciano Lucignani, Maria Travia, moglie di Morricone. Dall'album non fu estratto alcun singolo.
Anche in questo caso l'album ottenne un'ampia distribuzione internazionale in paesi quali Belgio, Germania, Austria e Giappone.

## Edizioni
L'album fu pubblicato in Italia in LP, Stereo8 ed MC dalla Dischi Ricordi, con numero di catalogo  SMRL 6098. La prima edizione italiana in CD è del 1992 per la serie Orizzonte, e fu ristampato nel 1999, sempre su etichetta BMG Ricordi con numero di catalogo 74321664102. L'album è stato reso disponibile per il download digitale e per le piattaforme streaming.

## Tracce
1. La Califfa
2. Ridevi
3. Chi mai
4. Immagini del tempo
5. Metti una sera a cena
6. Viaggio senza bagagli
7. D'amore si muore
8. Canzone della libertà
9. Mia madre si chiama Francesca
10. Dio, uno di noi
11. Questa specie d'amore
12. Se ci sarà